# Schlacht von Naupaktos
Sybota – Potidaia – Spartolos – Stratos – Naupaktos – Plataiai – Olpai – Tanagra – Pylos – Sphakteria – Korinth – Megara – Delion – Amphipolis – Mantineia – Melos – Syrakus – Milet – Syme – Eretria – Kynossema – Abydos – Kyzikos – Ephesos – Chalkedon – Byzanz – Andros – Notion – Mytilene  – Arginusen – Aigospotamoi

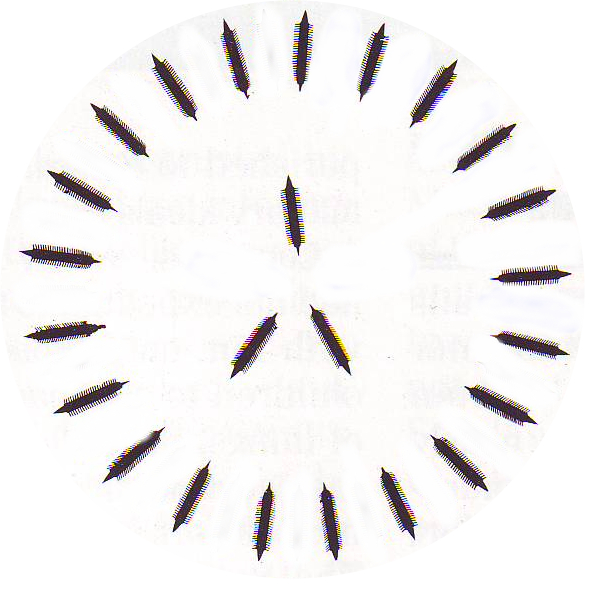
Verteidigungskreis griechischer Trieren

Die Schlacht von Naupaktos umfasst zwei Seeschlachten im Verlauf des Peloponnesischen Krieges, die im Jahre 429 v. Chr. zwischen den Athenern auf der einen und den Korinthern und Spartanern mitsamt weiteren Verbündeten auf der anderen Seite ausgetragen wurde.

## Vorgeschichte
In Westgriechenland hatten Ambrakia und Chaonien (am Golf von Ambrakia bzw. gegenüber von Kerkyra gelegen) die Spartaner um Entsendung einer Flotte gebeten, mit deren Hilfe sie das mit Athen verbündete Akarnanien angreifen wollten. Die spartanischen Strategen beschlossen daher einen Feldzug, in dessen Verlauf sie auf dem Landweg über Aitolien auch den athenischen Marinestützpunkt Naupaktos an der Nordküste des Golfs von Korinth anzugreifen hofften. Tatsächlich gelang es den Spartanern unter ihrem Feldherrn Knemos, mit einer Flotte und 1.000 Hopliten in Akarnanien zu landen und das Land heimzusuchen. Ihr weiterer Vormarsch wurde jedoch vor den Toren der Hauptstadt Aitoliens gestoppt, wo die Spartaner und die mit ihnen verbündeten Barbaren in der Schlacht von Stratos eine schwere Niederlage erlitten. Während dies in Akarnanien und Aitolien geschah, hielt die athenische Flotte unter Phormion vor Naupaktos die Stellung, um eine Vereinigung der Flotte Korinths mit den Spartanern zu verhindern.

## Die erste Schlacht
Die Korinther verfügten über 47 Schiffe unter dem Kommando von Machaon, Isokrates und Agatharchidas, wagten aber keine Schlacht gegen die 20 athenischen Schiffe, da es ihre Aufgabe war, den Truppen des Knemos Nachschub zu liefern. Die Athener setzten den Korinthern aber nach und blieben ihnen auf den Fersen. Daraufhin stellten sich die korinthischen Kriegsschiffe so im Kreis auf, dass sie die unbewaffneten Versorgungsschiffe vor den Athenern abschirmten. Diese umschifften die Korinther in geschickten Manövern, sodass die immer mehr zusammenrückenden Korinther, die befürchteten, von den Athenern gerammt zu werden, schließlich kaum noch Raum zur Entfaltung hatten. Dies nutzten die Athener zum entscheidenden Angriff, bei dem sie 12 feindliche Schiffe erbeuteten und zahlreiche weitere versenkten, allerdings entkamen auch einige korinthische Schiffe, die zu den Spartanern unter Knemos durchstoßen konnten.

## Die zweite Schlacht
Phormion verfolgte die Korinther aber weiter, die sich nunmehr mit einer spartanischen Flotte unter Timokrates, Brasidas und Lykophron vereinigen konnte. Zwar sandten die Athener weitere 20 Schiffe unter Nikias dem Phormion zu Hilfe, doch mussten diese Schiffe mit einem Auftrag nach Kreta. Nachdem die erste Schlacht vor Naupaktos geschlagen war, ankerte die aus 77 Schiffen bestehende korinthisch-spartanische Flotte eine Woche lang am Eingang des korinthischen Golfes, den athenischen Schiffen gegenüber. Während die Korinther, welche die Erfahrung der Athener in Seeschlachten bereits mehrfach zu spüren bekommen hatten, noch zögerten, drängten die Spartaner angesichts der numerischen Überlegenheit zur Schlacht. Auch die athenischen Kämpfer fürchteten eine Niederlage gegen die offensichtliche Übermacht der Gegner, doch konnte Phormion, dem Bericht des Thukydides zufolge, ihren Kampfesmut noch einmal wecken. Als es schließlich doch noch zu einer zweiten Schlacht kam, konnten die Peloponnesier zunächst neun athenische Schiffe erbeuten, die übrigen elf wandten sich zur Flucht, verfolgt von ihren Gegnern. Zehn der athenischen Schiffe retteten sich in ihren Stützpunkt in Naupaktos, das elfte fuhr um ein ankerndes Frachtschiff auf offener See und rammte eines der peloponnesischen Schiffe. Durch diesen unerwarteten Verlauf der Ereignisse wurden die Peloponnesier verunsichert, sodass die Athener die Gunst der Situation zu einem erneuten Angriff nutzten. Sie konnten sechs der gegnerischen Schiffe erbeuten und die übrigen in die Flucht treiben, wodurch acht der vorher gefangenen genommenen athenischen Schiffe befreit wurden. Aus Furcht vor den 20 Schiffen des Nikias, die kurz darauf eintrafen, zogen sich die Peloponnesier schließlich in den Golf von Krisa nach Korinth zurück. 

## Nachspiel
Einige Monate später unternahmen die Spartaner unter Knemos und Brasidas einen Überraschungsangriff mit Ziel Piräus. Als sie von Nisaia ausliefen, bekamen sie aber Angst und verheerten stattdessen die Insel Salamis. Währenddessen wurde Athen durch dortige Feuersignale gewarnt. Nachdem die Athener ihre Stadtwache mobilisierten und auf die Insel schickten, zogen die Angreifer ab. Athen traf Maßnahmen, dass solch eine Aktion in Zukunft nicht nochmal erfolgen sollte.
Thukydides – so Donald Kagan – glaubte, dass der Angriff auf Piräus erfolgreich hätte sein können.